# Sebastiano Veniero

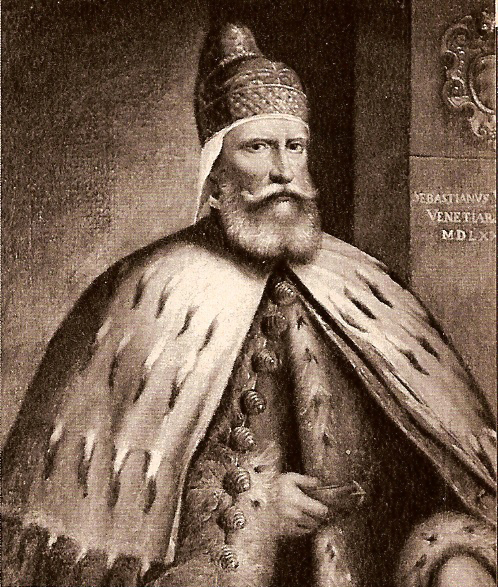
Sebastiano Venier

Sebastiano Venier of Veniero (c. 1496 - 3 maart 1578) was Doge van Venetië van 11 juni 1577 tot 1578.
Venier werd in Venetië geboren rond 1496 als zoon van Mosè Venier en Elena Donà.
Hij werkte als een advocaat vanaf zeer jonge leeftijd zonder formele diploma's. Daarna werd hij ambtenaar bij de regering van de Republiek Venetië. In 1570 ging hij werken als procurator van San Marco en in december van dat jaar werd hij capitano generale da mar van de Venetiaanse vloot in de oorlog tegen het Ottomaanse Rijk. 
Venier was een van de aanzetters tot de Slag bij Lepanto op 7 oktober 1571, waarin de Heilige Liga de Turken beslissend versloeg. Toen het vrede werd keerde hij terug naar Venetië als een populair figuur. Hij werd in 1577, op 81-jarige leeftijd, tot Doge gekozen. 
Hij trouwde met Cecilia Contarini, met wie hij een dochter, Elena, en twee zoons kreeg. 
Sebastiano stierf in 1578, naar de legende door een gebroken hart na het zwaar beschadigd raken van het Dogepaleis.